# 电脑病毒特征库
电脑病毒特征库有着与电脑病毒资料库同样的别称－病毒库，它用途是记录病毒特征，以便提供给杀毒软件特征扫描时进行特征码对比使用，而特征码扫描是目前国际上反病毒软件普遍采用的查毒技术。其核心是从众多电脑病毒中提取病毒特征码，构成病毒特征库，杀毒软件将用户计算机中的文件或程序等目标，与病毒特征库中的特征码逐一比对，判断该目标是否被病毒感染。

## 应用
病毒特征库里一般会装有大量的二进制串、十六進位串与对应的病毒名称，而二进制串是来自反病毒公司在分析病毒时，确定的只有该病毒才可能会有的一系列二进制串，这些二进制串被称为特征码，杀毒软件利用这些特征码可以将其它病毒或正常程序区别开来，接着进行杀毒。